# Meryem Uzerli
Meryem Sahra Uzerli (Kassel, NSZK, 1983. augusztus 12.) anyai ágon német származású török színésznő. Világszerte ismertté a Szulejmán című nagy sikerű török televíziós sorozat tette, melyben az egyik főszereplőt, Hürrem szultánát alakította az első három évad során.

## Élete
Meryem Uzerli egy nyugat-németországi városban, Kasselben látta meg a napvilágot 1983. augusztus 12-én. Édesapja,  Hüseyin török, édesanyja, Ursula német származású. Mivel ő Németországban született, és ott is nőtt fel, ízig-vérig németnek vallja magát. Három idősebb testvére van: Egy nővére Canan, aki édes testvére, és két bátyja édesanyja előző házasságából. Anyukája után ő is a színészetet választotta, és a hamburgi Shauspiel Studio Frese'de egyetemen tanult mindössze 17 éves korától.Több kisebb német produkcióban is feltűnt. Ám ami egycsapásra nagy sztárrá tette, az az, hogy ő alakította Hürrem szultánát, a Muhtesem Yüzyil (Csodálatos század) című török sorozat első három évadában. A szériát, amiből összesen négy évad készült, az RTL Klub kereskedelmi csatorna is megvette 2013-ban, Szulejmán címmel. A harmadik évad befejező epizódjában, 103. résztől Vahide Perçin vette át a szerepét, mert Meryem a harmadik évad végén váratlanul távozott a sorozatból.
2014 októberében jelentette be, hogy visszatér Törökországba egy újabb színészi projekt miatt.
2012-ben, 2013-ban, és 2015-ben az Elidor reklámarca lett. Saját márkájú szempillaspirál-márkát is alapított.
| év   | esemény                           | díj                    | szerep          |
| ---- | --------------------------------- | ---------------------- | --------------- |
| 2013 | Antalya Television-díj            | legjobb színésznő      | Hürrem szultána |
| 2013 | İtü Emös Başarı Ödülleri-díj      | legjobb színésznő      | Hürrem szultána |
| 2012 | Magazin Újságíró Szövetség díja   | legjobb női főszereplő | Hürrem szultána |
| 2012 | Magazinci.com Honor-díj           | legjobb női főszereplő | Hürrem szultána |
| 2012 | Arany Pillangó-díj                | a legjobb színésznő    | Hürrem szultána |
| 2011 | International Consumer Summit-díj | legjobb női főszereplő | Hürrem szultána |

## Magánélete
Meryem Uzerlit Szulejmánbeli kolléganője Nebahat Çehre mutatta be Can Ates török üzletembernek 2012-ben. Közös gyerekük, 2014. február 10-én született meg.

## Filmográfia

### Filmek
- Menage A Trois: Madeline (2008)
- Jetzt vorbei (2008)
- Das total verrückte Wochenende: Prostituált (2009)
- Wiedergeburt (2009)
- The Line: Anna (2009)
- Schulterblick (2009)
- Lauf um deine Liebe (2009)
- LUME (2009)
- Sterne über dem Eis: Tanuló (2009)
- Journey of No Return: Stewardess (2010)
- Das ist ja das Leben selbst (2010)
- The Dark Chest of Wonders (2010)
- Urbane Dater (2010)
- Lover's Guide: Mara (2010)
- My Mother's Wound: Marija (2016)
- Cingöz Recai: Göze (2017)
- Öteki Taraf: Sarah (2017)
- Kovan: Ayşe (2020)

### Televíziós sorozatok
- Ein total verrücktes Wochenende (2008)
- Inga Lindström: Hannas Fest: Britta (2008)
- Hayat (2009)
- Der Staatsanwalt (2010)
- Notruf Hafenkante (2010)
- Két férfi, egy eset: Ankel (2010)
- Jetzt aber Ballett: Sasha Kitano (2010)
- WALF: We All Love Football: Lena (2010)
- Szulejmán: Hürrem szultána (2011–2013) (Magyar hang: Bognár Anna)
- Az éjszaka királynője: (Selin) (2016) (Magyar hang: Bognár Anna)
- Eşkiya Dünyaya Hükümdar Olmaz: (Suzi) (2016–2017)